# Veszprém
Pour les articles homonymes, voir Veszprém (homonymie).
Veszprém (prononciation [ˈvɛspɾeːm] ; en allemand : Wesprim ou Weißbrünn ; en slovaque : Vesprém) est une ville de Hongrie. Elle est bâtie sur cinq collines et compte 56 777 habitants. Au moins cent bâtiments sont classés, la ville étant connue pour son patrimoine historique.
C'est une ville de droit comital et le chef-lieu du comitat de Veszprém. Veszprém est également le siège de l'université de Pannonie fondée en 1949.

## Géographie
Veszprém est la plus grande ville dans les collines du Bakony, qui touchent au lac Balaton du côté nord en tant que contrefort du massif de Transdanubie.
La ville est située des deux côtés de la rivière Shed, à environ 110 kilomètres au sud-ouest de Budapest et à 15 kilomètres des rives du lac Balaton. 
À l'est de Veszprém, s'étend la vaste plaine de l'Alföld. 
La ville bénéficie d'un emplacement central dans la région de Transdanubie.

## Histoire
Le territoire autour de Veszprém était déjà peuplé à l'âge néolithique. Située dans la ancienne province romaine de Pannonie, une forteresse des Avars se tient sur ce site au haut Moyen Âge. Après les conquêtes de Charlemagne, la région faisait partie de la principauté du Balaton sous le règne du prince slave Pribina († 860/861). À la fin du IXe siècle, des tribus magyares sous la direction des Árpád traversent la chaîne des Carpates pour entrer dans le bassin du moyen-Danube. Cet épisode, considéré par le récit national hongrois comme l'« occupation de la patrie » (Honfoglalás), a marqué la naissance de la grande-principauté de Hongrie.
En 1009, le roi saint Étienne Ier, fils du grand-prince Géza, fonda le diocèse de Veszprém. Son épouse, bienheureuse Gisèle de Bavière, posa la première pierre pour les fondations de la cathédrale consacrée à saint Michel, la plus ancienne église épiscopale de Hongrie. Au XIIIe siècle, la princesse sainte Marguerite de Hongrie, fille du roi Béla IV, est élevée au monastère des dominicaines de Veszprem, puis rejoint le couvent dominicain sur une île du Danube, aujourd'hui l'île Marguerite à Budapest.
En 1552, la ville a été attaquée et pillée par les forces ottomanes. Sous le règne des Habsbourg, la forteresse a été reconstruite. Au XVIIIe siècle, Veszprém fut agrandie dans le style du baroque et s'est développée comme un centre commercial de la Transdanubie.

## Transports

### Axes routiers
Veszprém est traversé par la route principale 8 reliant Székesfehérvár à la Frontière entre l'Autriche et la Hongrie.
En projet, l’autoroute M8 reliera Szolnok à l'Autriche via Veszprém. . 

### Transport ferroviaire
La Gare de Veszprém est desservie par la ligne de Székesfehérvár à Szombathely et la ligne de Győr à Veszprém.

## Population
| 2013   | 2014   | 2021   | 2022   |
| ------ | ------ | ------ | ------ |
| 60 876 | 60 788 | 58 153 | 55 910 |

| 2023   | 2024   | - | - |
| ------ | ------ | - | - |
| 56 777 | 56 029 | - | - |

## Sports
La ville possède l'un des plus importants club de handball de Hongrie et d'Europe, le Veszprém KSE.

## Personnages célèbres
- Leopold Auer (1845-1930), violoniste, pédagogue, chef d'orchestre et compositeur ;
- Suzanne Fonay Wemple (née en 1927), écrivaine et docteure en philosophie;
- Edit Kovács (née en 1954), fleurettiste ;
- Tibor Navracsics (né en 1966), homme politique ;
- Hajnalka Kiraly (née en 1971), escrimeuse internationale ;
- Balázs Kiss (né en 1972), athlète, spécialiste du lancer du marteau ;
- Marian Cozma (1982-2009), handballeur, décédé à Veszprém ;
- Anita Görbicz (née en 1983), handballeuse ;
- Tamás Kádár (né en 1990), footballeur international ;
- Ádám Lang (né en 1993), footballeur international.

## Jumelages
La ville de Veszprém est jumelée avec :
| Ville | Ville                              | Pays | Pays      | Période                |
| ----- | ---------------------------------- | ---- | --------- | ---------------------- |
|       | arrondissement de Treptow-Köpenick |      | Allemagne |                        |
|       | Bottrop                            |      | Allemagne | depuis 1987            |
|       | Fresagrandinaria                   |      | Italie    |                        |
|       | Haskovo                            |      | Bulgarie  |                        |
|       | Nitra                              |      | Slovaquie |                        |
|       | Ottignies-Louvain-la-Neuve         |      | Belgique  |                        |
|       | Passau                             |      | Allemagne |                        |
|       | Rovaniemi                          |      | Finlande  |                        |
|       | Senftenberg                        |      | Allemagne |                        |
|       | Tarnów                             |      | Pologne   | depuis le 22 mars 2001 |
|       | Tirat Carmel                       |      | Israël    |                        |
|       | Žamberk                            |      | Tchéquie  |                        |

Veszprém entretient également des partenariats avec :
- Saumur (France)
- Ningbo (Chine)

## Galerie photos

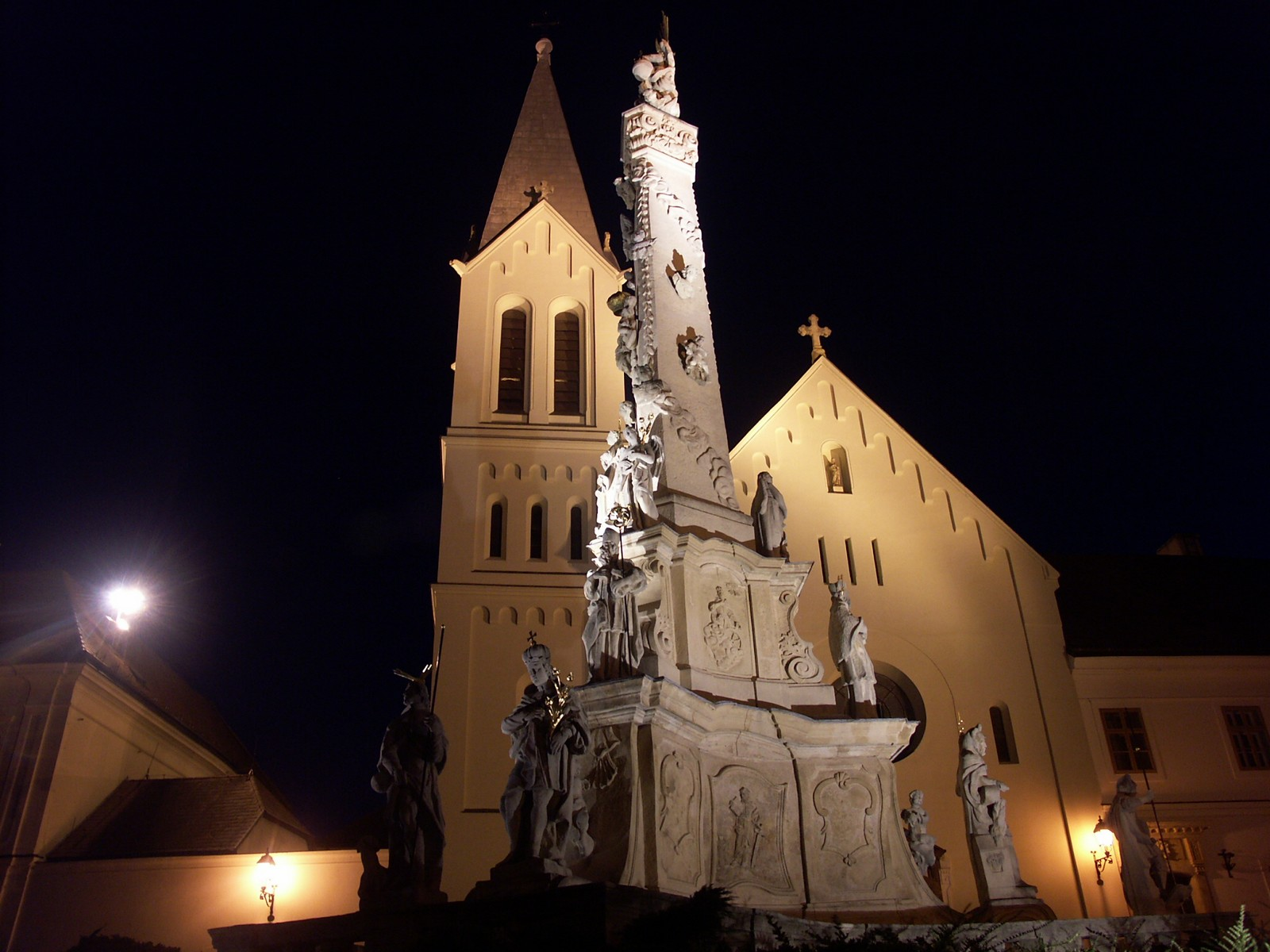
Veszprém, église franciscaine place de la Sainte Trinité.
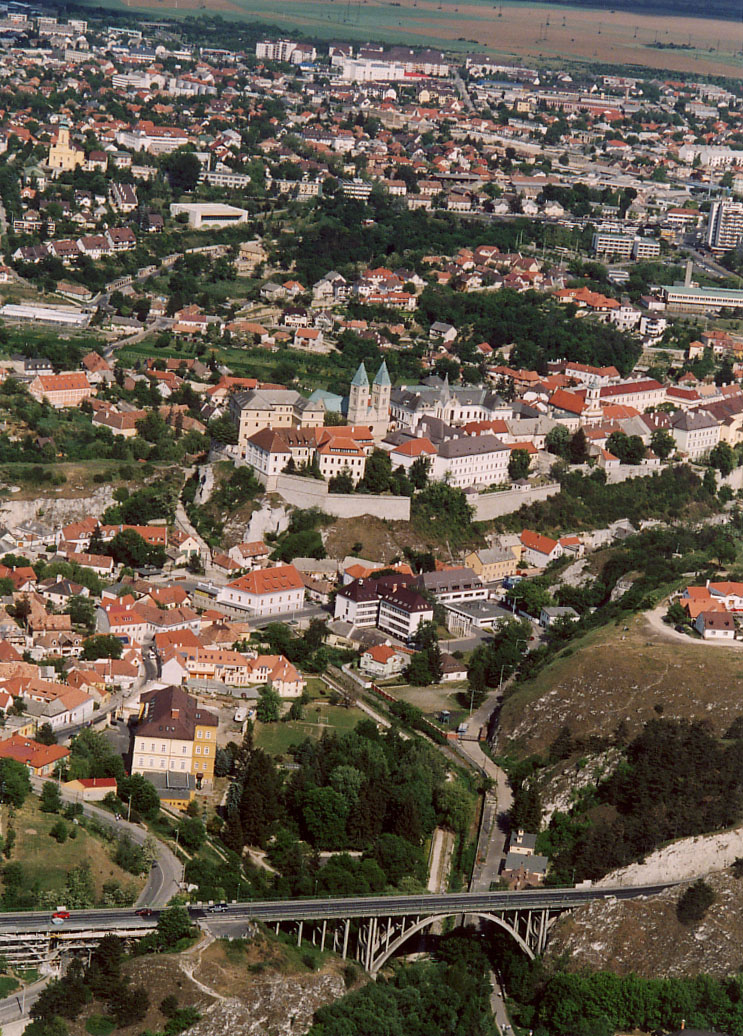
Photo aérienne de Veszprém .
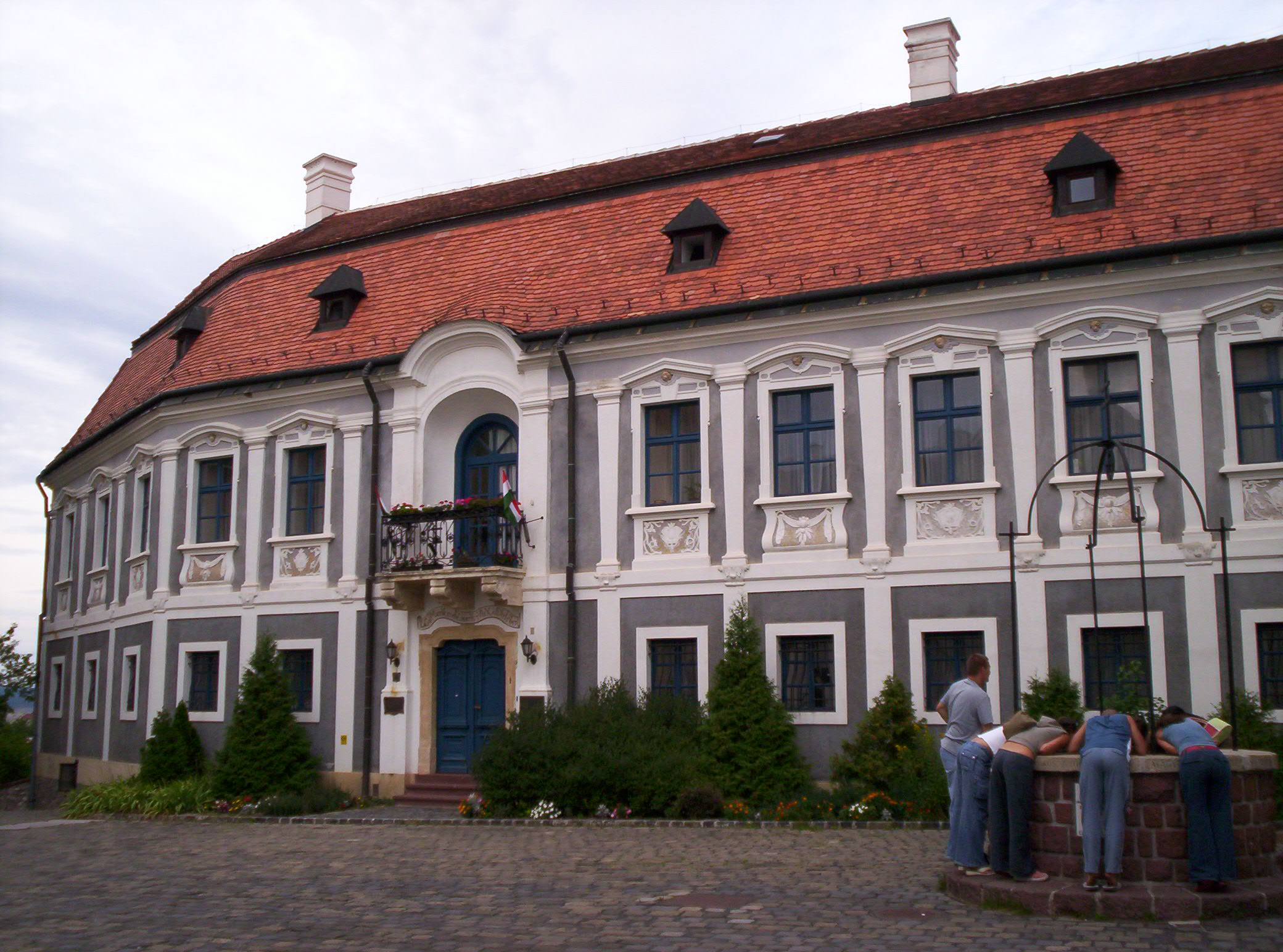
Nagypréposti Palace.
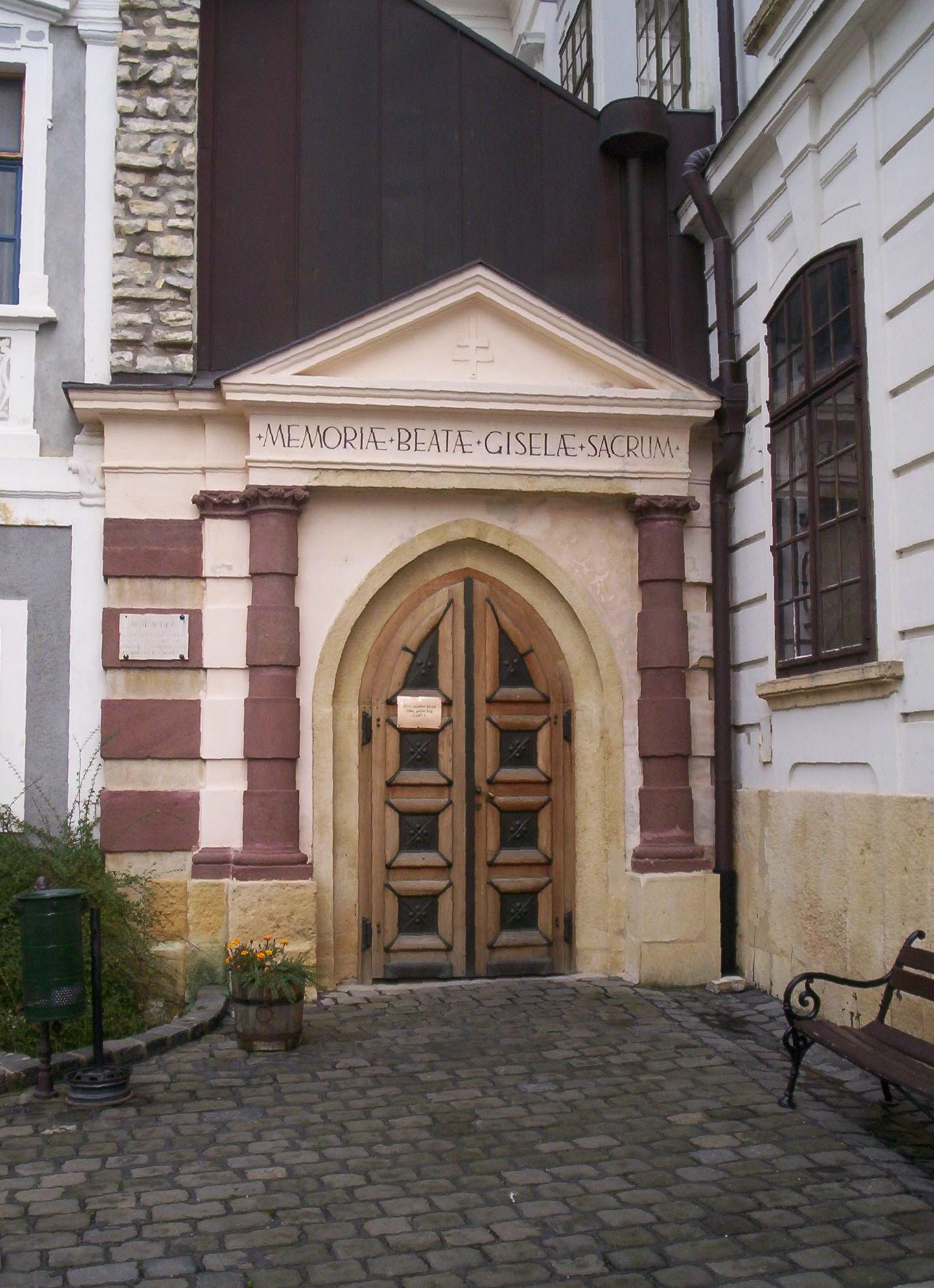
Chapelle de Gisèle (XIe siècle).
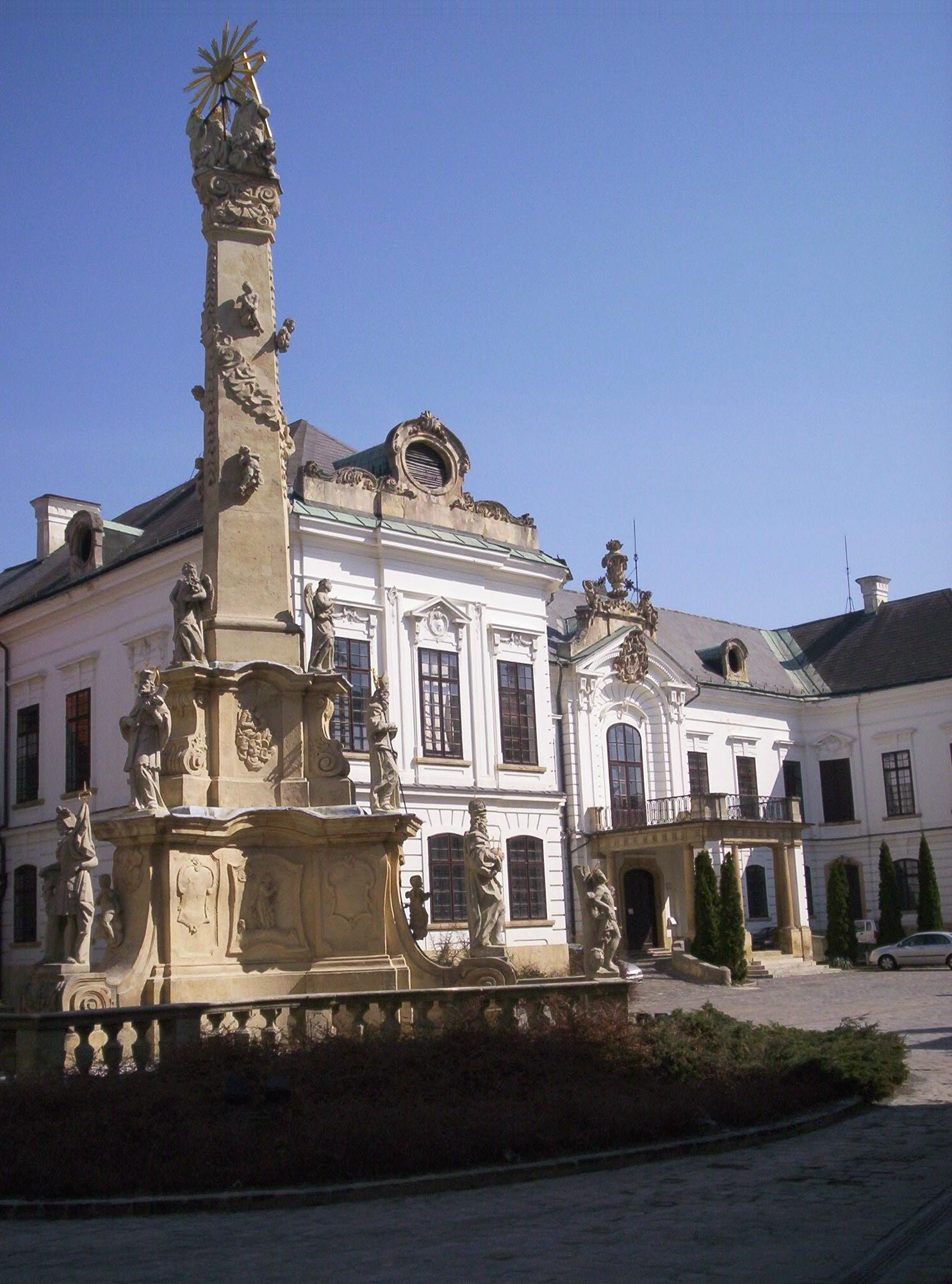
Château de Veszprém.

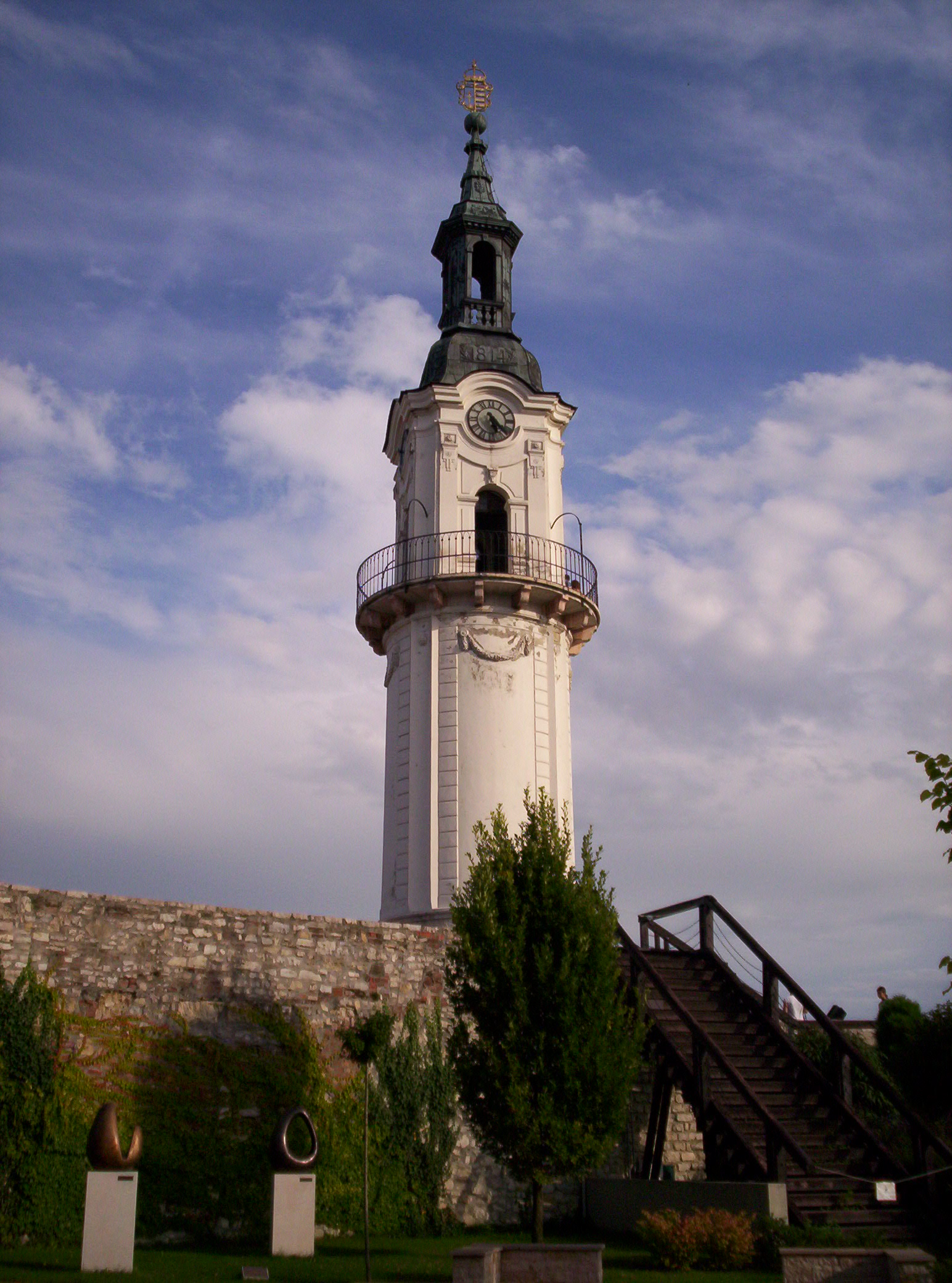
Tour de Feu.
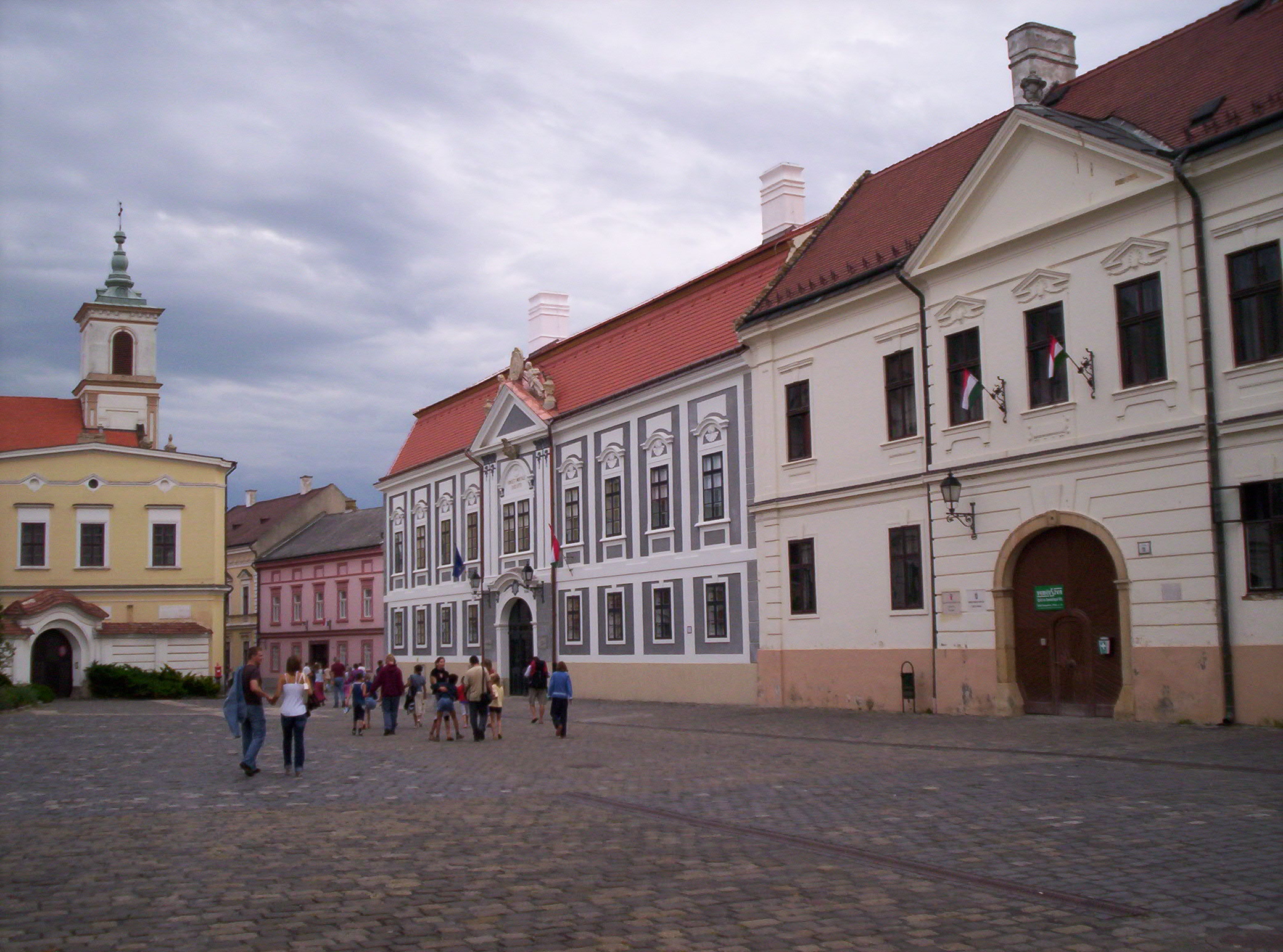
Place de la sainte Trinité.
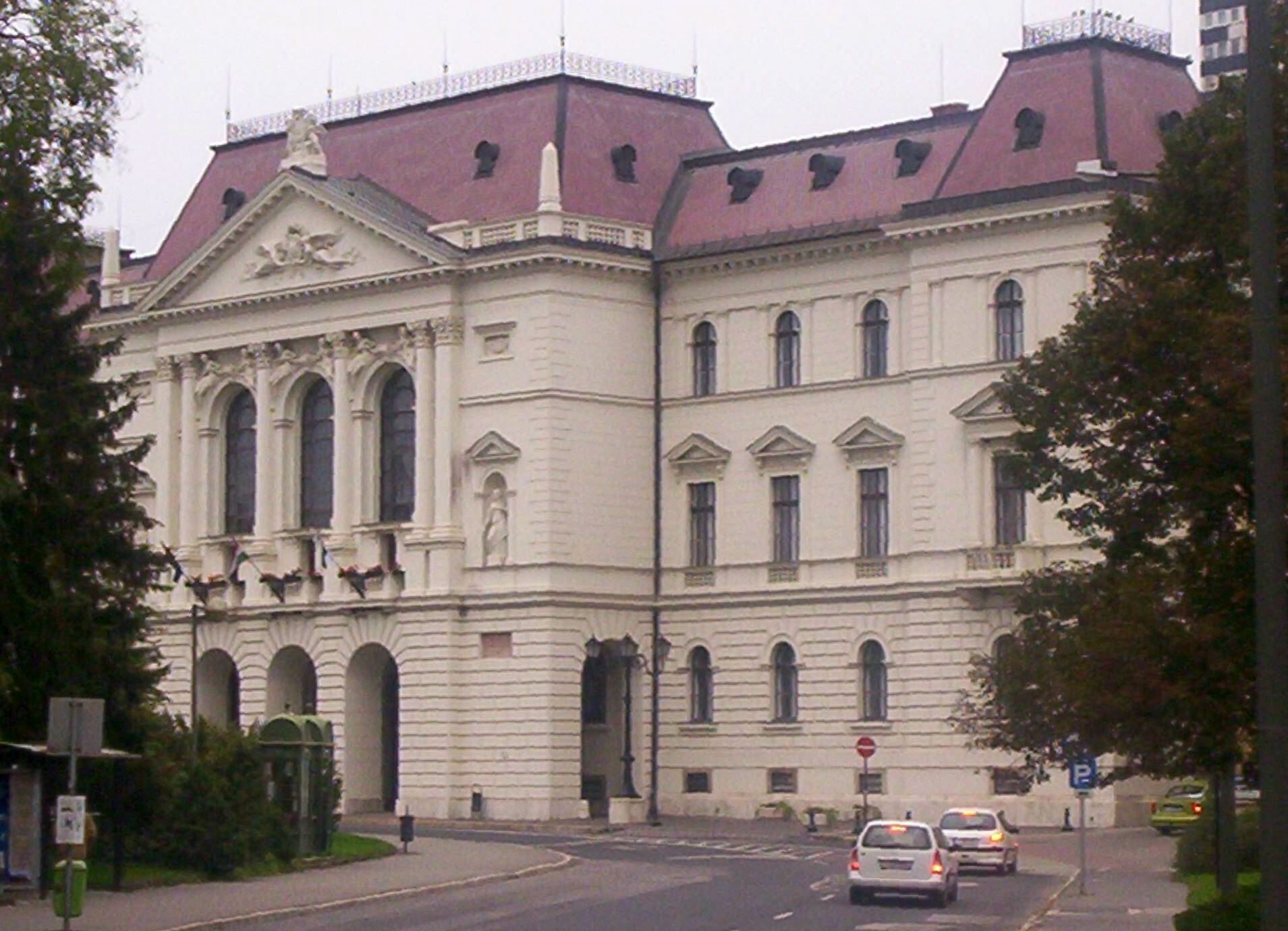
Comitat de Veszprém.
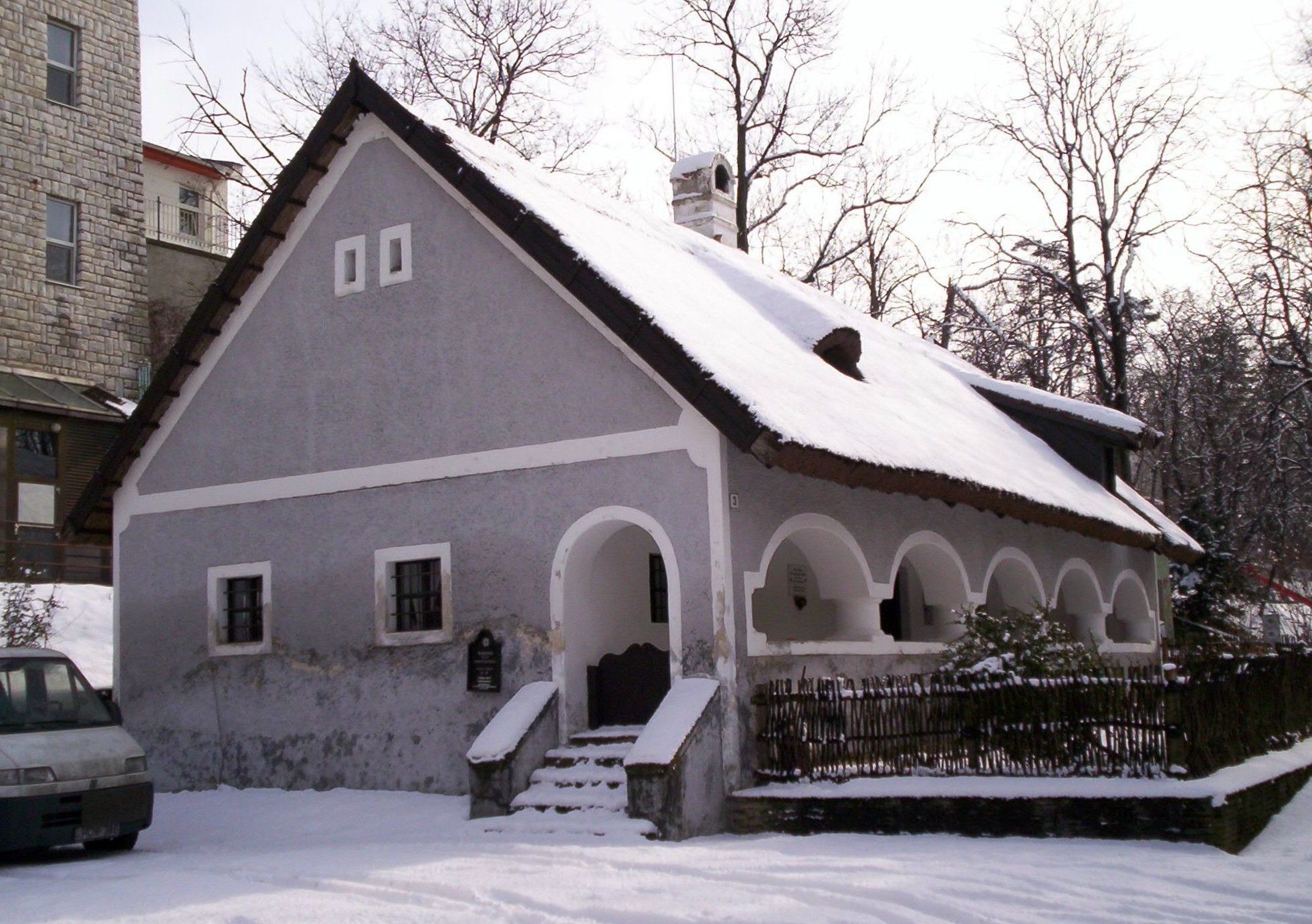
Musée ethnographique.

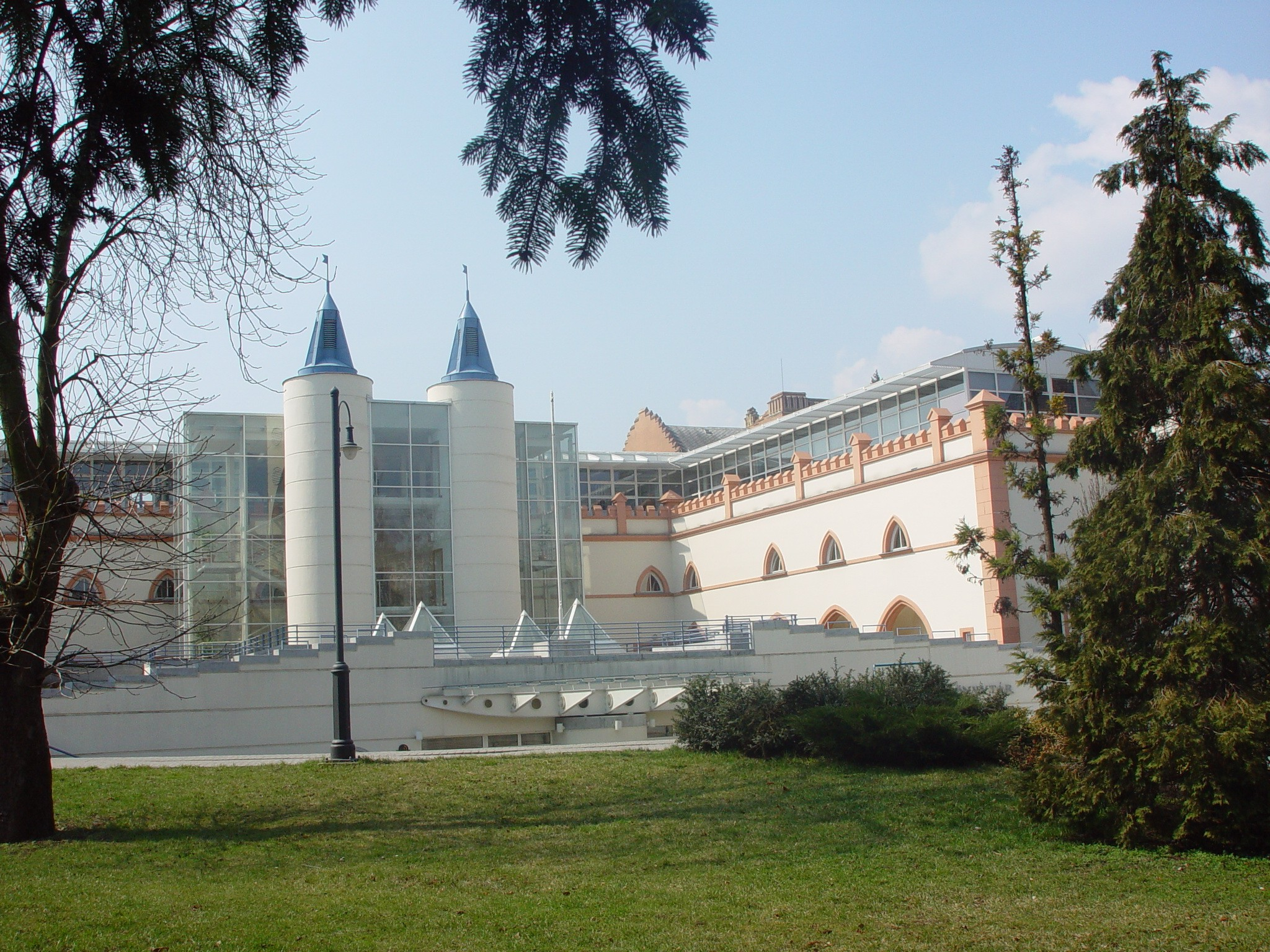
Bibliothèque de Veszprém.
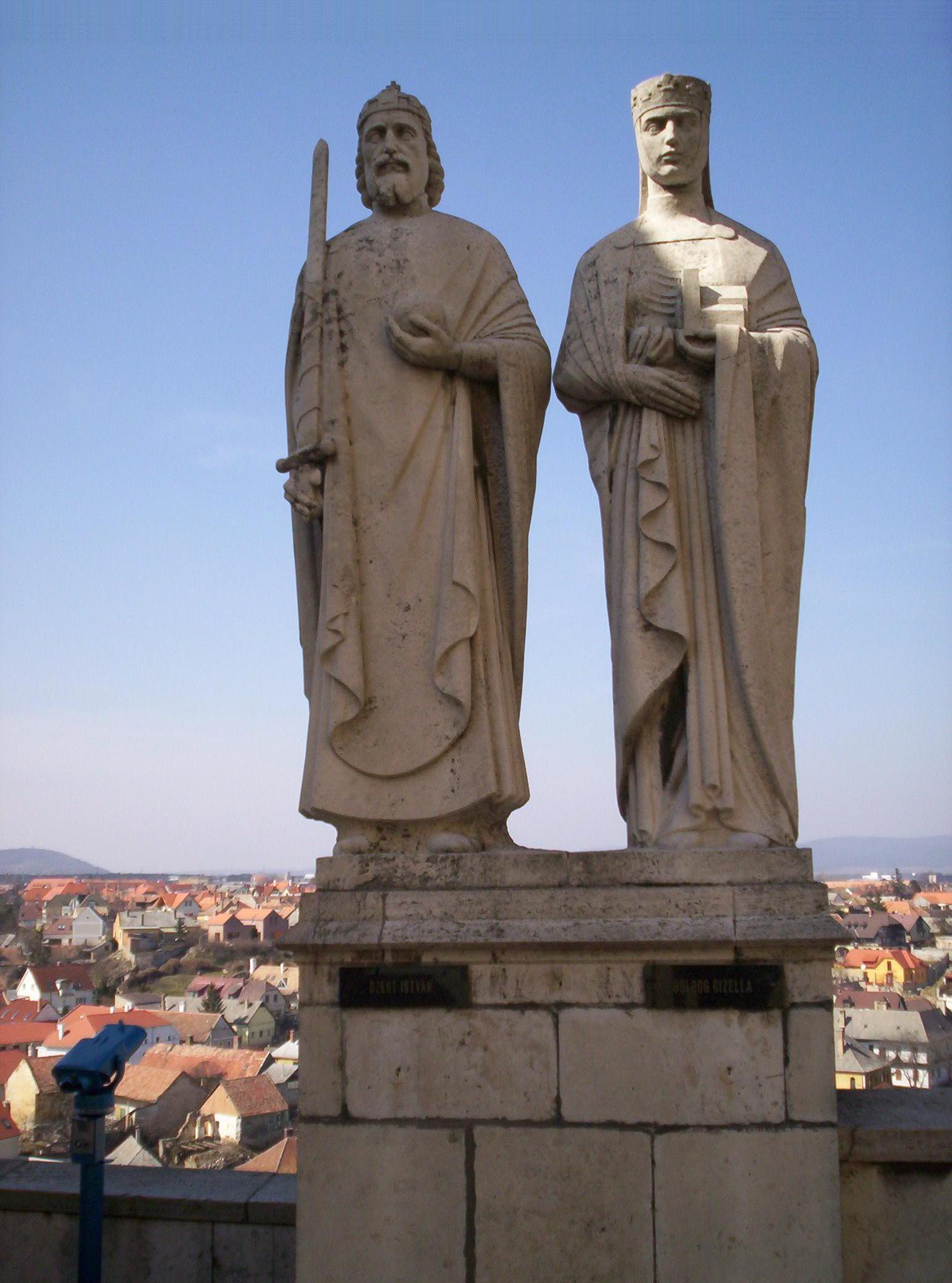
Statue d'Étienne Ier et de la reine Gisèle.
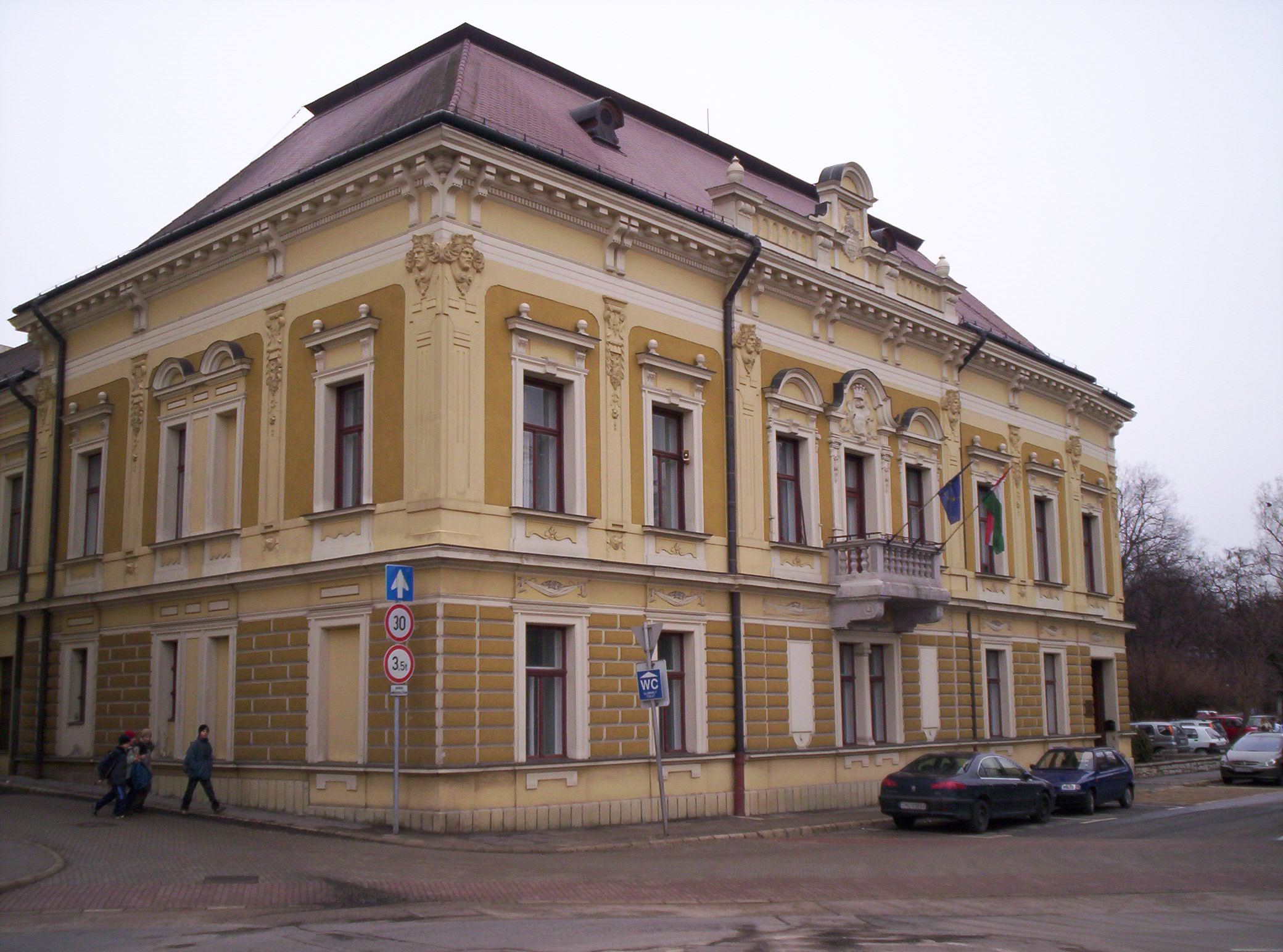
Ancienne résidence du Lord Lieutenant’s.
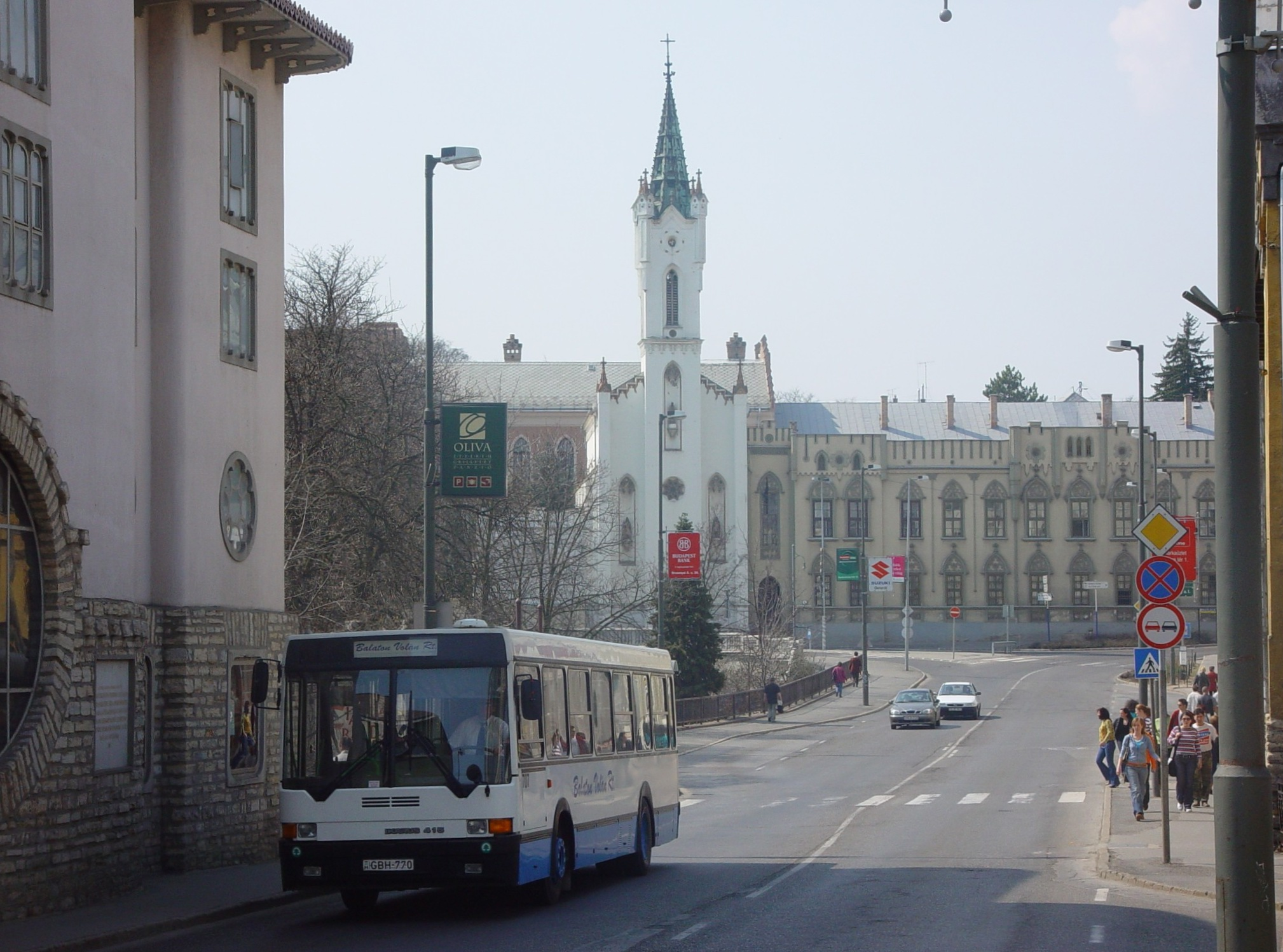
Rue Óvári Ferenc.